# 캐치 44
《캐치 44》(Catch .44)는 2011년 개봉한 미국의 액션 영화이다. 에런 하비가 연출했고 포리스트 휘터커, 브루스 윌리스, 말린 오커만, 데버라 앤 월, 브래드 두리프가 출연한다.

## 줄거리
악당 두목 멜은 자신의 부하 테스, 던, 카라에게 경쟁 조직의 마약 운반 트럭을 습격하라는 지시를 내린다. 세 여성은 밤에 한 식당에서 운전자를 기다리지만, 신원을 확인하지 못하자 식당 안 사람들에게 총을 겨누며 운전자를 아는 사람이 있는지 다그친다. 그러나 식당 주인 프랜신과 손님 제시가 맞서 싸우면서 총격전이 벌어지고, 카라, 프랜신, 던, 제시가 죽는다. 테스는 식당 요리사 빌리와 대치하게 되고, 상황은 멜의 또 다른 부하 로니가 나타나면서 더욱 복잡해진다.
사실 이 일은 멜이 테스와 그녀의 동료들을 죽이기 위해 꾸민 함정이었다. 그는 빌리, 제시, 프랜신을 고용하여 이들을 제거하려 한 것이다. 로니는 테스에게 반해 그녀를 구하러 왔으며, 멜이 빌리에게 준 돈을 훔치려 했다고 주장하지만, 빌리는 돈을 받지 않았다고 부인한다. 로니는 테스에게 빌리를 쏘라고 명령하지만, 테스는 로니에게 총을 겨누면서 두 번째 총격전이 발생한다.
멜이 식당에 도착했을 때, 로니만이 살아남은 것처럼 보인다. 멜은 로니와 짧게 대화를 나눈 후 그를 사살한다. 그러나 테스는 살아있었고, 멜에게 총을 쏜다. 그녀는 멜의 돈을 싣고 도주한다.

## 출연
- 브루스 윌리스 - 멜
- 말린 오커만 - 테스
- 데버라 앤 울 - 돈
- 니키 리드 - 카라
- 포리스트 휘터커 - 로니
- 브래드 두리프 - 코너스 보안관
- 마이클 로젠바움 - 브랜던